# Улица Сергея Довлатова (Нью-Йорк)
Улица Сергея Довлатова (проезд Сергея Довлатова; англ. Sergei Dovlatov Way) — перекрёсток в районе Форест-Хилс боро Куинс в городе Нью-Йорке в США. Перекрёсток назван в честь русского писателя-эмигранта третьей волны Сергея Довлатова, жившего в этом городе. 

## История
Перекрёсток образован 63-м проездом (англ. 63rd Drive) и 108-й улицей. Торжественная церемония присвоения имени была проведена 7 сентября 2014 года.
Власти города приняли решение о наименовании в ответ на петицию поклонников писателя, живущих в США. На сайте change.org было собрано 17 тысяч подписей, тогда как всего необходимо было собрать 20 тысяч. В июне 2014 года, не дожидаясь сбора необходимого числа подписей, городской совет Нью-Йорка рассмотрел и одобрил законопроект. Решение было утверждено мэром города Биллом де Блазио.
В этом районе писатель прожил более 10 лет после эмиграции из СССР.
Одновременно с названием перекрёстка была открыта именная табличка на доме, который находится рядом и в котором семья Довлатовых снимала квартиру. Сейчас там продолжают жить его жена Елена и дочь Екатерина.